# Donji Čaglić
Donji Čaglić es una localidad de Croacia en el ejido de la ciudad de Lipik, condado de Požega-Eslavonia. 

## Geografía
Se encuentra a una altitud de 188 m s. n. m. a 128 km de la capital nacional, Zagreb, sobre la ruta Lipik - Okučani.
Está rodeada por Bukovčani y Gornji Čaglić en el este, Kovačevac y Bjelanovac en el sur y Subocka en el oeste.

## Demografía
En el censo 2021 el total de población de la localidad fue de 225 habitantes.
| Gráfica de población de Donji Čaglić 1857-2021                      |
|                                                                     |
| Según los censos de población de la oficina estadística de Croacia. |

Entes del inicio de la guerra 1991/95, Donji Čaglić tenía mayoría étnica serbia. Luego de la misma, se produzco una evacuación de los serbios.
|          | Total | Serbios | Croatas | Musulmanes | Yugoslavos | Otros |
| -------- | ----- | ------- | ------- | ---------- | ---------- | ----- |
| 1981     | 464   | 177     | 135     | 1          | 139        | 12    |
| 1991     | 505   | 270     | 182     | 0          | 21         | 32    |
| Oct 1995 | s.d.  | 49      | s.d.    | s.d.       | s.d.       | s.d.  |

## Guerras Yugoslavas

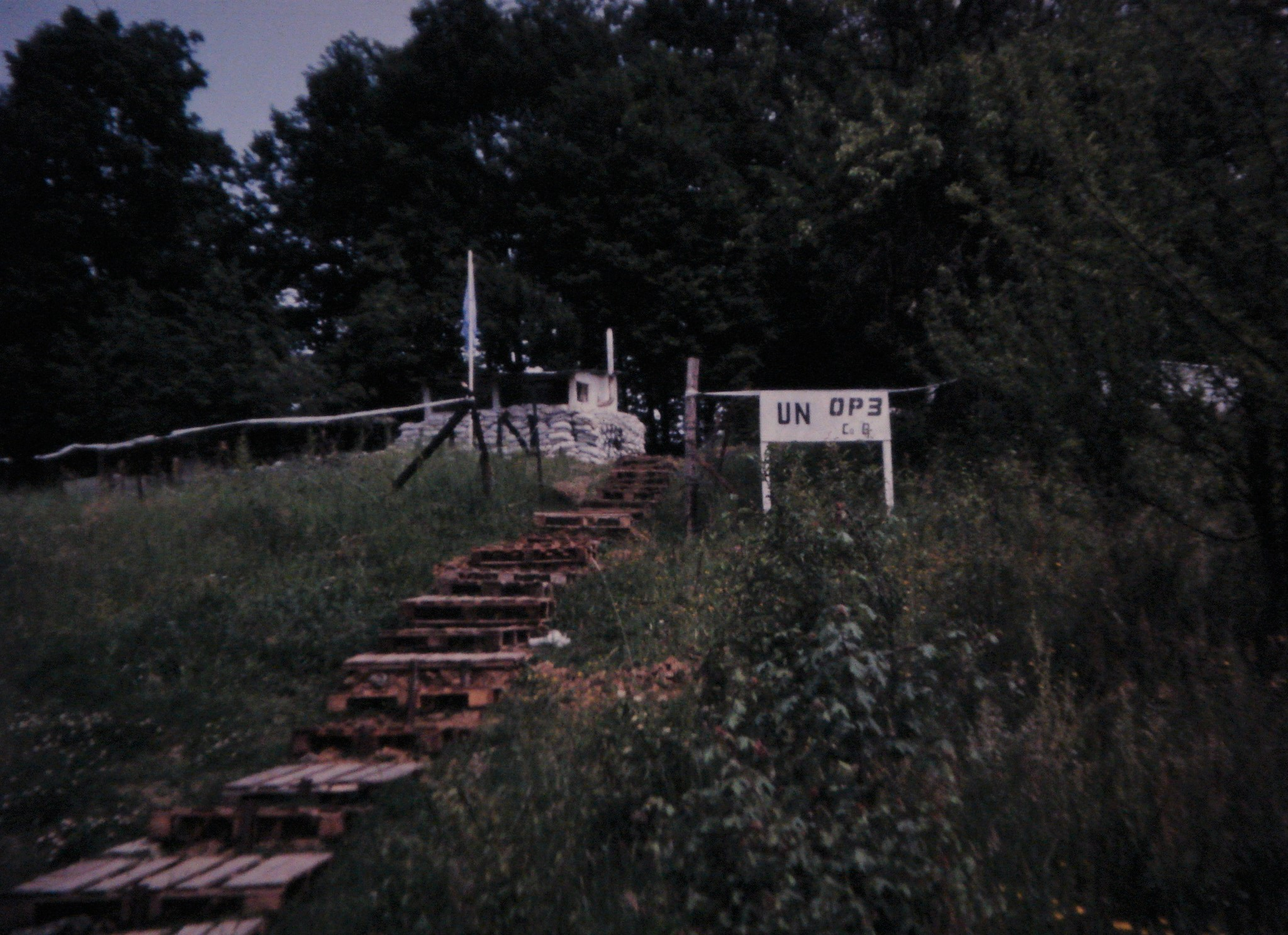
Instalación de UNPROFOR. Puesto Observatorio Nro 3. Donji Čaglić (45°23'46.50"N - 17°10'21.74"E). Año 1994.

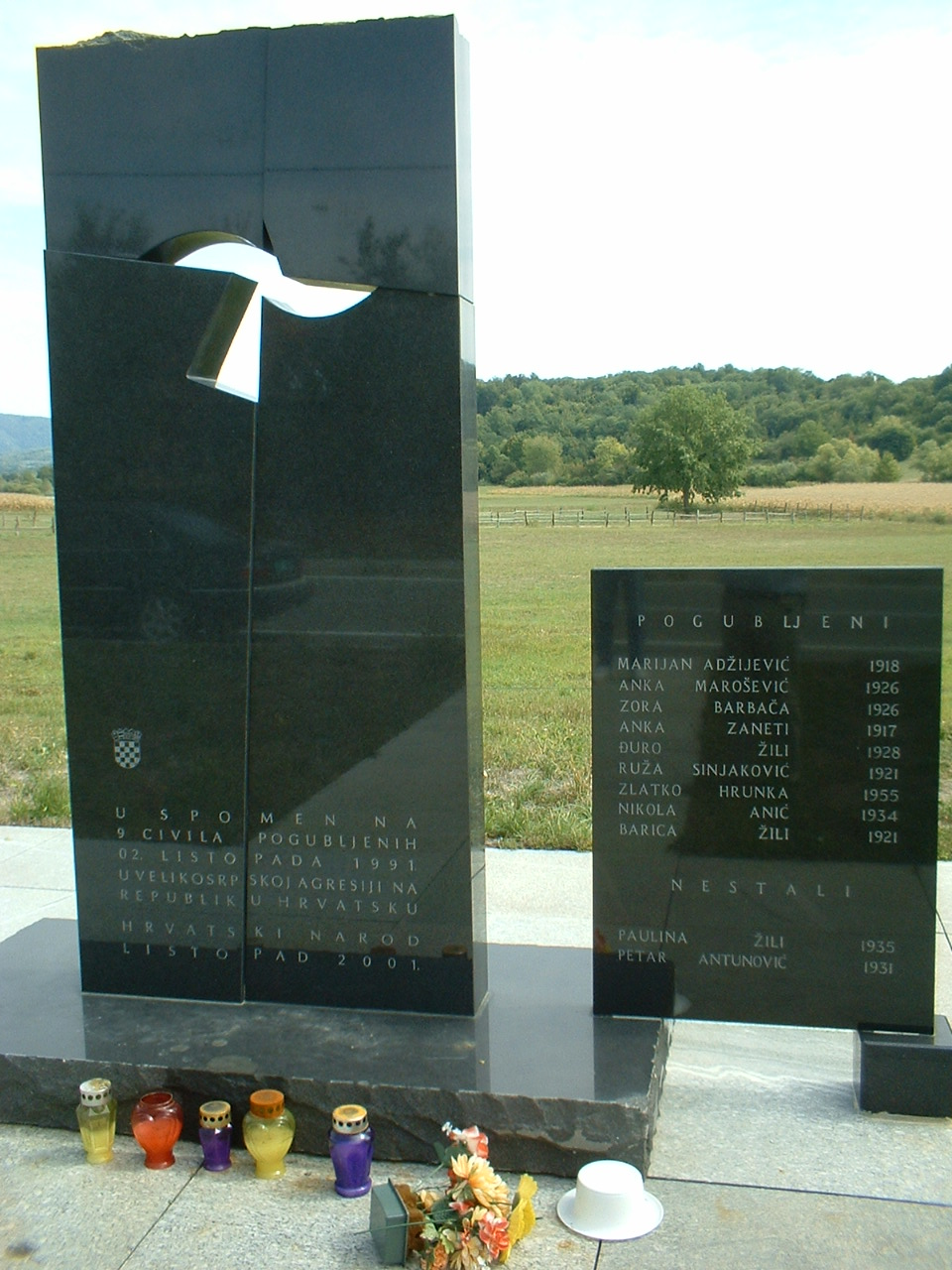
Monolito conmemorativo asesinados en 1991

Con el alzamiento de los serbocroatas en agosto de 1991 en Eslavonia Occidental, la aldea tardó en quedar bajo dominio de la Región Autónoma Serbia de Eslavonia Occidental. La localidad fue inicialmente defendida por unos 25 combatientes croatas pero cae en manos serbias el 28 de septiembre. 
Entonces es cuando nueve croatas fueron asesinados y dos desaparecidos. El 2 de octubre de 1991, tropas serbocroatas ejecutaron la matanza de los nueve pobladores transportando a los cuerpos con un tractor a una trinchera preparada a unos treinta metros del lugar donde les dieron muerte. El 6 de octubre de 1991, miembros del Ejército Yugoslavo entraron a la aldea y obligaron a la población croata restante a abandonar el lugar.
Con el alto el fuego del 3 de enero de 1992, Donji Čaglić quedó próxima a la línea del cese al fuego que la separaba de Lipik, bajo el dominio serbio. A partir de entonces, la aldea pasó a estar dentro de la UNPA (United Nations Protected Area) establecida por UNPROFOR que cubría las entonces municipalidades de Grubišno Polje, Daruvar, Pakrac y partes de las de Novska y Nova Gradiška. 
En el actual área de la aldea, esta fuerza de paz operó las siguientes instalaciones en el período 1992/95:
- Puesto Observatorio (OP 2): 45°24'0.86"N -  17°10'7.06"E.
- Puesto Observatorio (OP 3): 45°23'46.37"N -  17°10'21.92"E.
- Puesto de Control (CP- WA12): 45°23'36.14"N -  17° 9'51.27"E.
- Puesto de Control (CP- WA13)
- Base de sección en Subocka: 45°22'50.26"N -  17° 7'9.43"E

El gobierno croata retomó su control del lugar el 2 de mayo de 1995 cuando ejecutó la operación Bljesak.